# Upanema
Upanema é um município brasileiro do estado do Rio Grande do Norte.

## Topônimo
O nome é de origem tupi, admitindo duas interpretações semânticas:
- "água ruim, rio sem peixes", através da junção dos termos  'y  ("água") e panema ("imprestável").[4][5]
- "lago fedorento", através da junção dos termos upaba ("lago") e nem ("fedorento")[4].

## História
Os primeiros habitantes da região conhecida como Curral da Várzea foram os índios Pegas. Em 1867, o padre Francisco Adelino de Brito, natural do município de Campo Grande, deu início ao povoado utilizando faixas de terras doadas por fazendeiros das redondezas. Logo, a fama das terras férteis e do clima úmido da localidade atraiu inúmeras famílias de agricultores, vindas de várias partes da região, com o objetivo de fixarem moradia.
Entusiasmado com o crescimento do núcleo populacional, o padre Francisco Adelino decidiu construir, em conjunto com os moradores locais, a Capela de Nossa Senhora da Conceição. Além de prestar importantes serviços no campo religioso, a capela estimulava a movimentação popular dentro dos limites do Curral da Várzea.
O povoado ganhou contornos próprios e uma organização espontânea com casas humildes que se alinhavam formando uma rua que foi chamada de Rua da Palha, porque as casas eram feitas, basicamente, com folhas de carnaubeira. Em 1874, o arruado ganhou sua primeira escola. Foi nessa época de maior aglutinação de residências que o padre Adelino teve a ideia de dar um novo nome ao povoado, passando a chamar-se Conceição de Upanema, o que foi bem aceita pela comunidade.
A passagem do padre Adelino pelas terras da região foi de fundamental importância para o nascimento da povoação de Curral da Várzea e posteriormente Conceição de Upanema. O padre Adelino, falecido em Triunfo Potiguar (anteriormente Campo Grande), entrou para a história como principal articulador do crescimento da comunidade, como animador popular, como entusiasta da fé e também como extraordinário e afamado cavaleiro, promotor de vaquejadas, sempre firme no pulso, na sela e nos domínios dos cavalos mais difíceis.
No dia 16 de setembro de 1953, pela Lei Estadual 874, Upanema desmembrou-se de Campo Grande, tornando-se mais um município do Rio Grande do Norte.

## Geografia
A área de Upanema é de 873,14 km² (1,6534% da superfície estadual), posicionando-o como o décimo-primeiro maior município do Rio Grande do Norte em tamanho territorial. É limitado a norte por Governador Dix-Sept Rosado e Mossoró, a sul por Campo Grande e Paraú, a leste apenas por Assu e, a oeste, Caraúbas e Governador Dix-Sept Rosado. Está a 278 km de Natal, capital do estado, e a 2 241 km de Brasília, a capital do Brasil. Na divisão territorial do país feita pelo Instituto Brasileiro de Geografia e Estatística (IBGE) em 2017, Upanema pertence às regiões geográficas intermediária e imediata de Mossoró. Até então, na divisão em mesorregiões e microrregiões que vigorava desde 1989, o município era um dos seis que compunham a microrregião do Médio Oeste, por sua vez uma das sete subdivisões da mesorregião do Oeste Potiguar.
O relevo de Upanema é baixo, com altitudes menores que cem metros, formado por terras planas e sedimentares com baixa declividade que formam a Chapada do Apodi e a Depressão Sertaneja, esta de transição entre a primeira e as áreas mais altas do Planalto da Borborema. A maior parte do território upanemense pertence à Formação Açu, caracterizada pela presença de arenitos provenientes do período Cretáceo Inferior, há cerca de 120 milhões de anos. A norte estão rochas calcárias e carbonárias da Formação Jandaíra, formadas há cerca de oitenta milhões de anos, durante o período Cretácea Superior. As áreas próximas ao leito do rio do Carmo formam uma planície fluvial, constituída por areia e cascalho.
Existem quatro tipos de solos no município. O cambissolo e a rendzina, esta chamada de chernossolo na nova classificação brasileira de solos, são argilosos e altamente férteis, porém se diferem na drenagem, sendo o primeiro melhor drenado que o segundo. Os latossolos possuem textura média e são mais drenados que os anteriores, possuem fertilidade entre média e alta. Há ainda os vertissolos, de baixa permeabilidade, que ocupam as áreas de planície fluvial. Todos esses solos são cobertos por uma vegetação hiperxerófila, a caatinga, cujas folhas desaparecem na estação seca.
| Maiores acumulados de chuva em 24 horas por meses registrados em Upanema (ANA/EMPARN) | Maiores acumulados de chuva em 24 horas por meses registrados em Upanema (ANA/EMPARN) | Maiores acumulados de chuva em 24 horas por meses registrados em Upanema (ANA/EMPARN) | Maiores acumulados de chuva em 24 horas por meses registrados em Upanema (ANA/EMPARN) | Maiores acumulados de chuva em 24 horas por meses registrados em Upanema (ANA/EMPARN) | Maiores acumulados de chuva em 24 horas por meses registrados em Upanema (ANA/EMPARN) |
| Mês                                                                                   | Acumulado                                                                             | Data                                                                                  | Mês                                                                                   | Acumulado                                                                             | Data                                                                                  |
| ------------------------------------------------------------------------------------- | ------------------------------------------------------------------------------------- | ------------------------------------------------------------------------------------- | ------------------------------------------------------------------------------------- | ------------------------------------------------------------------------------------- | ------------------------------------------------------------------------------------- |
| Janeiro                                                                               | 91,7 mm                                                                               | 09/01/2020                                                                            | Julho                                                                                 | 68 mm                                                                                 | 17/07/2011                                                                            |
| Fevereiro                                                                             | 124,4 mm                                                                              | 13/02/1994                                                                            | Agosto                                                                                | 68,8 mm                                                                               | 02/08/2000                                                                            |
| Março                                                                                 | 144 mm                                                                                | 11/03/1961                                                                            | Setembro                                                                              | 42,3 mm                                                                               | 03/09/1964                                                                            |
| Abril                                                                                 | 198,7 mm                                                                              | 20/04/2013                                                                            | Outubro                                                                               | 47,1 mm                                                                               | 22/10/1971                                                                            |
| Maio                                                                                  | 142 mm                                                                                | 05/05/1984                                                                            | Novembro                                                                              | 73,8 mm                                                                               | 25/11/1947                                                                            |
| Junho                                                                                 | 91 mm                                                                                 | 01/06/1972                                                                            | Dezembro                                                                              | 64,8 mm                                                                               | 18/12/2016                                                                            |
| Período: 1931-presente                                                                |                                                                                       |                                                                                       |                                                                                       |                                                                                       |                                                                                       |

Atravessado pelo rio do Carmo, Upanema possui 96% do seu território localizado na bacia hidrográfica do rio Apodi–Mossoró e os 4% restantes na bacia do Rio Piranhas–Açu. Também cortam o território municipal os riachos da Baixa Grande, Baixa Fechada, das Carnaúbas e das Pombas. A oito quilômetros do perímetro urbano, no meio do curso do rio do Carmo, localiza-se a Barragem de Umari, oficialmente Barragem Jessé Filho, inaugurada em 22 de março de 2001 e vertendo pela primeira vez em maio de 2008. Possui capacidade para armazenar 292 813 650 m³ de água, sendo o terceiro maior reservatório do Rio Grande do Norte, depois das barragens Armando Ribeiro Gonçalves e Santa Cruz.
O clima é quente e semiárido, típico do sertão, com chuvas irregulares e concentradas no primeiro semestre do ano. O monitoramento pluviométrico em Upanema teve início em 1931, ainda quando distrito de Campo Grande, e hoje é de responsabilidade da Agência Nacional de Águas (ANA) e também da Empresa de Pesquisa Agropecuária do Rio Grande do Norte (EMPARN), que possui um pluviômetro na cidade desde 1992. Desde então, o maior acumulado de chuva registrado alcançou 198,7 mm em 20 de abril de 2013. Abril de 1985 detém o recorde de mês mais chuvoso, com acumulado de 572,8 mm. O ano de 1985 é também o mais chuvoso da série histórica, com 1 992,3 mm.
| Dados climatológicos para Upanema (1931-2020) | Dados climatológicos para Upanema (1931-2020) | Dados climatológicos para Upanema (1931-2020) | Dados climatológicos para Upanema (1931-2020) | Dados climatológicos para Upanema (1931-2020) | Dados climatológicos para Upanema (1931-2020) | Dados climatológicos para Upanema (1931-2020) | Dados climatológicos para Upanema (1931-2020) | Dados climatológicos para Upanema (1931-2020) | Dados climatológicos para Upanema (1931-2020) | Dados climatológicos para Upanema (1931-2020) | Dados climatológicos para Upanema (1931-2020) | Dados climatológicos para Upanema (1931-2020) | Dados climatológicos para Upanema (1931-2020) |
| Mês                                           | Jan                                           | Fev                                           | Mar                                           | Abr                                           | Mai                                           | Jun                                           | Jul                                           | Ago                                           | Set                                           | Out                                           | Nov                                           | Dez                                           | Ano                                           |
| --------------------------------------------- | --------------------------------------------- | --------------------------------------------- | --------------------------------------------- | --------------------------------------------- | --------------------------------------------- | --------------------------------------------- | --------------------------------------------- | --------------------------------------------- | --------------------------------------------- | --------------------------------------------- | --------------------------------------------- | --------------------------------------------- | --------------------------------------------- |
| Precipitação (mm)                             | 50,2                                          | 87,3                                          | 155,7                                         | 168,3                                         | 94,3                                          | 43,1                                          | 20,2                                          | 7,6                                           | 2,2                                           | 1,7                                           | 5,8                                           | 13,1                                          | 649,5                                         |

## Demografia
A população de Upanema no censo demográfico de 2022 era de 13 577 habitantes (51,52% rural e 48,48% urbana), sendo o 38° município em população do Rio Grande do Norte e o 2 459° do Brasil, apresentando uma densidade demográfica de 16 hab./km². De acordo com o mesmo censo, 51,72% da população eram do sexo masculino e 48,28% do sexo feminino, resultando em uma razão de sexo aproximada de 107 homens para cada cem mulheres. Quanto à faixa etária, 65,99% da população tinham entre 15 e 64 anos, 26,12% menos de quinze anos e 7,89% 65 anos ou mais.
Na pesquisa de autodeclaração, 56,98% dos habitantes eram pardos, 38,03% brancos, 4,61% pretos e 0,38% amarelos. Todos os habitantes eram brasileiros natos, sendo 70,26% naturais do município (dos 97,47% nascidos no estado). Dentre os 2,53% naturais de outras unidades da federação, os estados com o maior percentual de residentes eram a Paraíba (1,69%), o Ceará (0,38%) e São Paulo (0,14%), existindo ainda naturais de outros cinco estados e do Distrito Federal.
Ainda segundo o mesmo censo, 69,11% dos habitantes eram católicos apostólicos romanos, 19,73% protestantes, 0,09% católicos ortodoxos e 0,05% católicos apostólicos brasileiros. Outros 10,92% não tinham religião e 0,06% seguiam outras religiosidades cristãs. Upanema possui como padroeira Nossa Senhora da Conceição, cuja paróquia foi criada em 8 de dezembro de 2008. Dentre os credos protestantes/reformados, a Assembleia de Deus era a maior denominação e abrangia 16,42% dos habitantes (mais de 80% dos evangélicos do município), existindo pequenas comunidades da Congregação Cristã, Deus é Amor, Igreja Batista e Igreja Universal do Reino de Deus.
O Índice de Desenvolvimento Humano (IDH-M) do município é considerado baixo, de acordo com dados do Programa das Nações Unidas para o Desenvolvimento (PNUD). Segundo dados do relatório de 2010, divulgados em 2013, seu valor era 0,596, estando na 103ª posição a nível estadual e na 4 238ª colocação a nível nacional. Considerando-se apenas o índice de longevidade, seu valor é 0,758, o valor do índice de renda é 0,542 e o de educação 0,516.  No período de 2000 a 2010, a proporção de pessoas com renda domiciliar per capita de até R$ 140 mensais apresentou redução de 30,69%. Apesar disso, em 2010, 33,03% dos habitantes viviam abaixo da linha de indigência e 13,75% entre as linhas de indigência e de pobreza, enquanto os 53,22% restantes acima da linha da pobreza. No mesmo ano, os 20% mais ricos acumulavam 54,82% do rendimento total municipal, enquanto os 20% mais pobres detinham apenas 1,77%, ao passo que o índice de Gini, que mede a desigualdade social, tinha valor igual a 0,547.

## Política
A administração municipal se dá por dois poderes, o executivo, exercido pelo prefeito e seu secretariado, e o legislativo, representado pela câmara municipal, que funciona no Palácio Arlindo Pereira de Oliveira e possui nove vereadores eleitos pelo voto direto para legislaturas de quatro anos. Dentre as atribuições da casa legislativa estão elaborar e votar leis fundamentais à administração e ao executivo, especialmente o orçamento municipal, a chamada lei de diretrizes orçamentárias. O município se rege por sua lei orgânica, promulgada pela câmara em 30 de março de 1990 e alterada por emendas posteriores.
O atual chefe do executivo upanemense é Renan Mendonça Fernandes, do Partido Liberal (PL), e o vice Carlos Alberto Costa Medeiros, do Partido Social Cristão (PSC), eleitos em novembro de 2020 com 54,82% dos votos válidos e empossados em 1 de janeiro de 2021. Upanema possui uma comarca do poder judiciário estadual, de entrância inicial, e pertence à 49ª zona eleitoral do Rio Grande do Norte, possuindo, em dezembro de 2020, 10 298 eleitores aptos a votar, de acordo com o Tribunal Superior Eleitoral (TSE), equivalente a 0,438% do eleitorado potiguar.

## Infraestrutura
O serviço de abastecimento de água de Upanema é feito pela Companhia de Águas e Esgotos do Rio Grande do Norte (CAERN), que possui um escritório local na cidade, e a concessionária responsável pelo fornecimento de energia elétrica é a Companhia Energética do Rio Grande do Norte (COSERN), do Grupo Neoenergia, que atende a todos os 167 municípios do estado do Rio Grande do Norte. A voltagem nominal da rede é de 220 volts. Em 2010, o município possuía 81,89% dos seus 3 709 domicílios com água encanada, 97,73% com eletricidade e 54,23% com coleta de lixo.
O código de área (DDD) de Upanema é 084 e o Código de Endereçamento Postal (CEP) é 59670-000. Há cobertura de duas operadoras de telefonia, a TIM (4G) e a Vivo (3G). Em 2010, de acordo com o IBGE, 62,81% dos domicílios do município tinham apenas telefone celular, 4,6% celular e telefone fixo, 0,86% apenas o fixo e 31,74% não possuíam nenhum.
A frota municipal no ano de 2020 era de 1 939 motocicletas, 1 074 automóveis, 346 motonetas, 262 caminhonetes, 115 caminhões, 54 ciclomotores, 34 reboques, 22 camionetas e dezesseis ônibus, além de micro-ônibus, semirreboques e caminhões trator com doze unidades cada e seis utilitários, totalizando 3 904 veículos. A cidade é atravessada pela rodovia federal BR-110, cujo trecho urbano compreende a Avenida 16 de Setembro. Também existe a RN-405, que passa apenas pela zona rural e permite um acesso mais rápido entre a BR-110 e a BR-304, encurtando o caminho entre Upanema e outros municípios.